# BEST & USA
BEST & USA is een muziekalbum van de Zuid-Koreaanse zangeres BoA. Dit is het tweede compilatiealbum van de zangeres en werd, op 18 maart 2009, in drie edities uitgebracht: een cd, een 2cd en een 2cd+2dvd editie (beperkte uitgave).